# Taucanamo
Taucanamo — вимерлий рід свиновидих. Скам'янілості представляють міоцен Франції (7 колекцій), Німеччини (2), Польщі (1), Сербії та Чорногорії (1), Словаччини (1), Швейцарії (1). Види: Taucanamo grandaevum, Taucanamo inonuensis, Taucanamo primum, Taucanamo sansaniense.

## Опис
Ця тварина мала пропорції тіла, подібні до маленької свині, вагою близько 12 кілограмів. Зубний ряд нагадує зубний ряд нинішніх пекарі і складався з корінних зубів з дуже розвиненими горбками (лофодонтний зуб) і гострих іклів, спрямованих донизу. Череп був досить витягнутим.

## Класифікація
Тауканамо відомий численними скам'янілістю, знайденими в різних місцях Європи, головним чином у Франції та Німеччині, і різні види відносять до цього роду: T. pygmaeum, T. grandaevum, T. inonuense, T. sansaniense, T. primum. Спочатку Taucanamo класифікували як рідкісний екземпляр європейського пекарі через форму його зубів і черепа, але останні дослідження помістили його в базальні члени родини свиневих, у примітивній групі палеохерид.

## Палеоекологія
Морфологія зубів Taucanamo нагадує морфологію деяких веркопітецидних приматів і деяких трагулідних жуйних тварин і вказує на те, що ця маленька тварина, схожа на свиней, паслася в лісовому середовищі.